# Касарагод
Касарагод (англ. Kasaragod), прежнее название — Канджиракуттом (англ. Kanjirakuttom) — город в индийском штате Керала, находится в зоне распространения языка тулу. Административный центр самого северного округа Кералы — Касарагода. Средняя высота над уровнем моря — 19 метров. По данным всеиндийской переписи 2001 года, в городе проживало 52 683 человека, из ниж мужчин — 25 698, женщин — 26 985. Официальным языком в городе является малаялам, широкое распространение имеют также тулу, каннада и конкани.